# Базилов, Айдар Наметович
Айдар Наметович Базилов (1962—2002) — советский и казахский деятель спецслужб, полковник, руководитель спецподразделения «Арыстан» при Комитете национальной безопасности Республики Казахстан в 2001—2002 годах. Погиб в результате ДТП.

## Биография
Окончил Карагандинский индустриально-педагогический техникум. Занимался боксом и прыжками с парашютом. Участник войны в Афганистане, был дважды тяжело ранен. В ходе одной из операций был ранен в обе ноги, и его по ошибке солдаты признали погибшим: сослуживец, решивший вынести тело, не сразу понял, что Базилов выжил. После войны окончил в 1990 году Высшую Краснознамённую школу КГБ СССР, продолжил работу в следственных органах.
Занимал должность руководителя аппарата председателя Комитета национальной безопасности РК Альнура Мусаева, был его заместителем в Службе охраны Президента РК. Осенью 2001 года был назначен командиром «Арыстана», но проработал на этом посту всего 10 месяцев. В том же году защитил диссертацию на соискание учёной степени кандидата юридических наук на тему «Криминалистическое обеспечение расследования организованной преступной деятельности».
По воспоминаниям сослуживцев и подчинённых, Базилов не считал зазорным учиться у подчинённых. Так, заместитель начальника службы «А» Тимур Джамиев обучал его топографии. Также по инициативе Базилова в феврале 2002 года в канун праздничных мероприятий по случаю 10-летия «Арыстана» солдаты прошли обучение бальным танцам в ходе двухнедельного курса.
Базилов погиб утром 1 мая 2002 года, разбившись на своём мотоцикле вблизи села Рождественское Целиноградского района. Сообщалось, что он вместе со спецназовцами в то утро выехал отрабатывать будущие маршруты учений для подразделения, однако по пути не заметил карьер. Оставил троих сыновей (11, 9 и 3 года на момент гибели отца).
Награждён орденом Красной Звезды и медалью «За отвагу» (как участник войны в Афганистане), также отмечен иными государственными и ведомственными наградами